# Geopelia humeralis
La tortora spallebarrate o tortora omerale (Geopelia humeralis Temminck, 1821) è un uccello appartenente alla famiglia dei Columbidi, originario dell'Australia e della Nuova Guinea Meridionale. Geopelia humeralis è protetta dal National Parks and Wildlife Act 1974.

## Descrizione
Geopelia humeralis è un Columbide di medie dimensioni, da 26 a 30 cm.
La tortora omerale ha il petto grigio-blu con ali a scacchi marrone-bronzei. La nuca è simile a quella della tortora placida, in quanto le penne sono striate di color rame, ma differisce in quanto Geopelia humeralis non ha le penne della gola striate come Geopelia placida. Queste tortore vengono spesso confuse anche con la tortora macchiata introdotta e comune. L'anello oculare tende ad essere grigio, ma rosso-marrone durante la riproduzione. I giovani hanno un colore più opaco.
Le tortore si trovano spesso in coppie, gruppi o grandi stormi sciolti e si vedono comunemente nutrirsi a terra nutrendosi di semi. Il volo è diretto e veloce e le ali fischiano mentre gli uccelli sono in volo.
La sua voce è un caratteristico e melodioso "cook-a-wook" o "coolicoo".

## Distribuzione e habitat
Le tortore spallebarrate si trovano solitamente nella fitta vegetazione dove è presente acqua, canaloni umidi, foreste e gole, mangrovie, piantagioni, paludi, boschi di eucalipti, macchie torride, subtropicali e margini dei fiumi. Si possono trovare sia nelle regioni interne che in quelle costiere. La tortora omerale si trova in tutta la costa orientale dal sud del Nuovo Galles del Sud (con numeri crescenti nelle regioni Blue Mountains e Illawarra), a nord fino alla penisola di Capo York e ad ovest fino alla regione del Pilbara (circa Onslow, Australia Occidentale). Esemplari sono stati osservati con crescente frequenza nell'Australia Meridionale (in particolare nel Victoria nordoccidentale), ma potrebbero essere stati spostati in altri luoghi naturali da specie introdotte. Le tortore sono state trovate anche nello stretto di Torres e in altri paesi della regione del Pacifico meridionale, come la Papua Nuova Guinea.

## Allevamento
La stagione riproduttiva va da settembre a gennaio nel sud e da febbraio ad aprile nel nord. Il nido di Geopelia humeralis è composto da un fuscello piatto a piattaforma erbosa, solitamente su alberi e arbusti e mangrovie. La tortora depone due uova bianche, lucide e arrotondate.

## Parassiti
In uno zoo francese è stata trovata una tortora spallebarrate infettata dal Toxoplasma gondii, l'agente della toxoplasmosi.